# Dècada del 660
La dècada del 660 comprèn el període que va des de l'1 de gener del 660 fins al 31 de desembre del 669.

## Esdeveniments
- Inici de la dinastia omeia
- Concili de Whitby, que unifica l'església cristiana a terres angleses

## Personatges destacats
- Constant II